# Cathartes
Cet article fait partie d'un « bon thème » labellisé en 2014.
Genre
Cathartes est un genre d'oiseaux regroupant trois espèces actuelles de vautours néarctiques, rapaces diurnes charognards, connus sous le nom d'urubus et appartenant à la famille des Cathartidae. Tous sont noirs, avec la tête nue laissant apparaître une peau vivement colorée. La plus grande des espèces est l'Urubu à tête rouge (C. aura) qui se distingue à la peau nue rouge de sa tête ; les deux autres : l'Urubu à tête jaune (C. burrovianus) et le Grand Urubu (C. melambrotus), sont assez semblables, et diffèrent en moyenne par leur taille, et par leur coloration. Tous se nourrissent principalement de carcasses, bien que certains oiseaux puissent occasionnellement chasser de petites proies. Ces urubus ne construisent pas de nid et pondent généralement à même le sol ; la ponte compte classiquement deux œufs, et les petits sont nourris au nid par les deux parents, avant de prendre leur envol au bout de deux ou trois mois.
Ces trois urubus vivent sur le continent américain et notamment l'Amérique latine, bien qu'une espèce se répande vers le nord, durant la belle saison, jusqu'au sud du Canada. L'Urubu à tête rouge compte quatre sous-espèces, selon la classification du Congrès ornithologique international. Les autres espèces, l'Urubu à tête jaune et le Grand Urubu, sont toutes deux monotypiques et n'ont été distinguées qu'en 1964, par Alexander Wetmore. Une espèce fossile, C. fossilis, a également été décrite. En raison de leurs aires de répartition vastes et de leurs effectifs importants, les trois espèces actuelles du genre Cathartes sont toutes considérées comme de « préoccupation mineure » par l'Union internationale pour la conservation de la nature.

## Description

### Mensurations et plumage

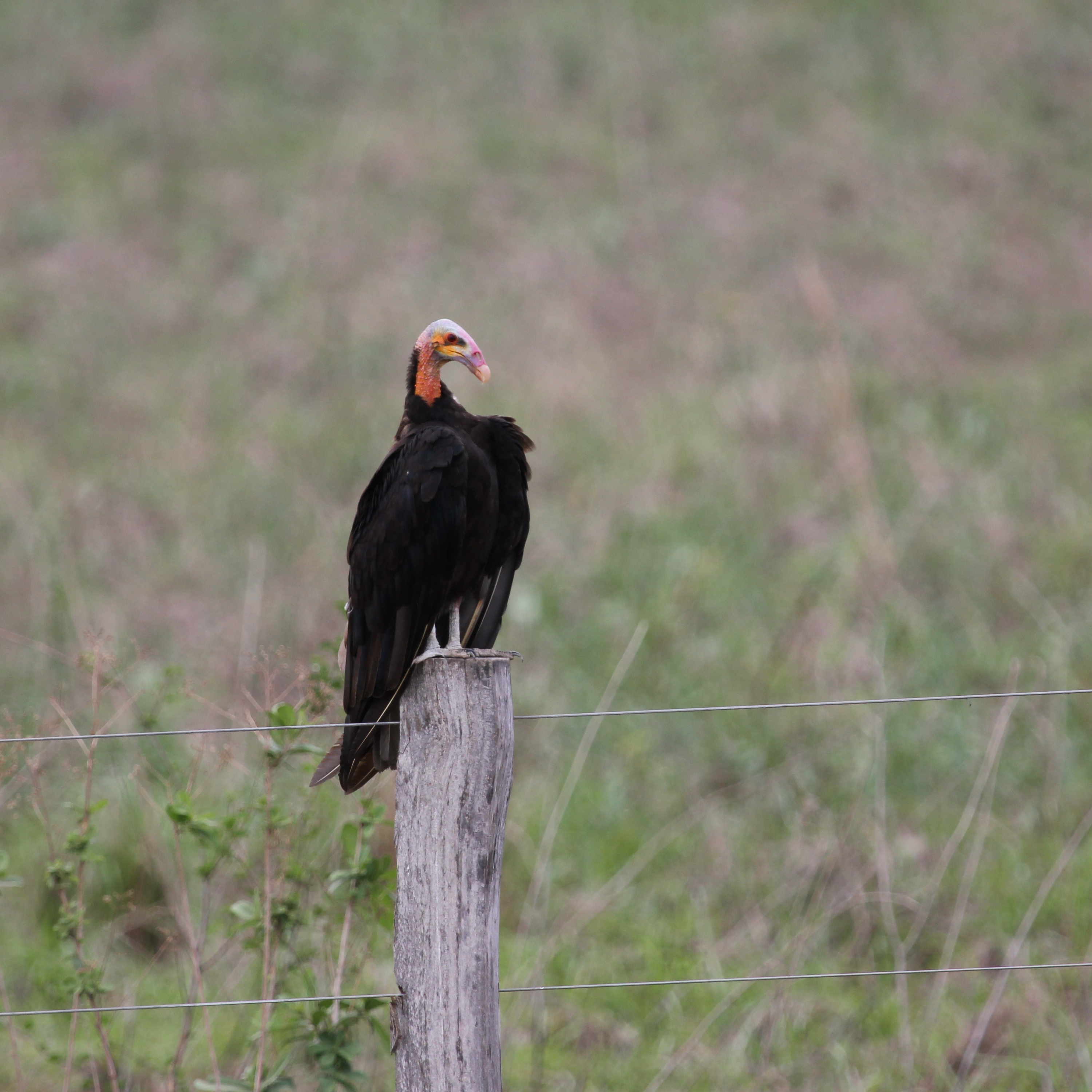
Un Urubu à tête jaune perché sur le piquet d'une clôture, dans le Pantanal.

Les urubus du genre Cathartes sont des oiseaux de grande taille, mais parmi les plus petits de leur famille, celle des « vautours du Nouveau Monde ». La plus grande des trois espèces est l'Urubu à tête rouge (C. aura) et la plus petite l'Urubu à tête jaune (C. burrovianus).
| Espèce    | Urubu à tête rouge | Urubu à tête jaune | Grand Urubu,       |
| --------- | ------------------ | ------------------ | ------------------ |
| Longueur  | 66-81 cm           | 53-66 cm           | 64-75 cm           |
| Envergure | 173-183 cm         | 150-165 cm         | 166-178 cm         |
| Poids     | 1,4 kg en moyenne  | 0,95-1,55 kg       | 1,65 kg en moyenne |

Toutes les espèces du genre Cathartes ont un plumage globalement noir, et le cou et la tête déplumés, arborant une peau de couleur vive allant du jaune à l'orange pour l'Urubu à tête jaune et le Grand Urubu, rouge pour l'Urubu à tête rouge. Le bec, couleur ivoire, est épais, arrondi et crochu. Comme tous les vautours du Nouveau Monde, ces urubus n'ont pas de syrinx, et sont donc incapables de produire d'autres bruits que des grognements ou de faibles sifflements.

### Identification spécifique
L'Urubu à tête rouge se distingue plutôt aisément des deux autres, du fait de la peau nue rouge de sa face, et est l'unique espèce du genre trouvée en Amérique du Nord. L'Urubu à tête jaune et le Grand Urubu sont assez semblables, et n'étaient d'ailleurs pas distingués avant 1964. L'Urubu à tête jaune est plus petit que le Grand Urubu, avec une queue plus courte et moins large. Le plumage du Grand Urubu est sombre, noir brillant, contrairement au plumage plus brun de l'Urubu à tête jaune. Les pattes du Grand Urubu sont de couleur plus foncée et sa tête est plus jaune et moins orange-rose ; ses ailes sont plus larges et son vol est également plus stable. Il a également la particularité d'avoir les rémiges primaires internes relativement sombres, qui contrastent un peu avec les secondaires et les primaires externes plus pâles, formant une large bande légèrement plus sombre parcourant verticalement le dessous des ailes. À l'inverse, les pennes blanches de l'Urubu à tête jaune contrastent fortement sur le dessous de l'aile. Le Grand Urubu préfère les forêts alors que l'Urubu à tête jaune préfère les savanes. Il se distingue de cette espèce par la coloration de la tête différente, qui ne peut toutefois se voir qu'à une distance relativement proche. Les couvertures sous-alaires ont une coloration similaire chez l'Urubu à tête rouge, mais n'ont pas la bande sombre formée par les rémiges primaires internes.

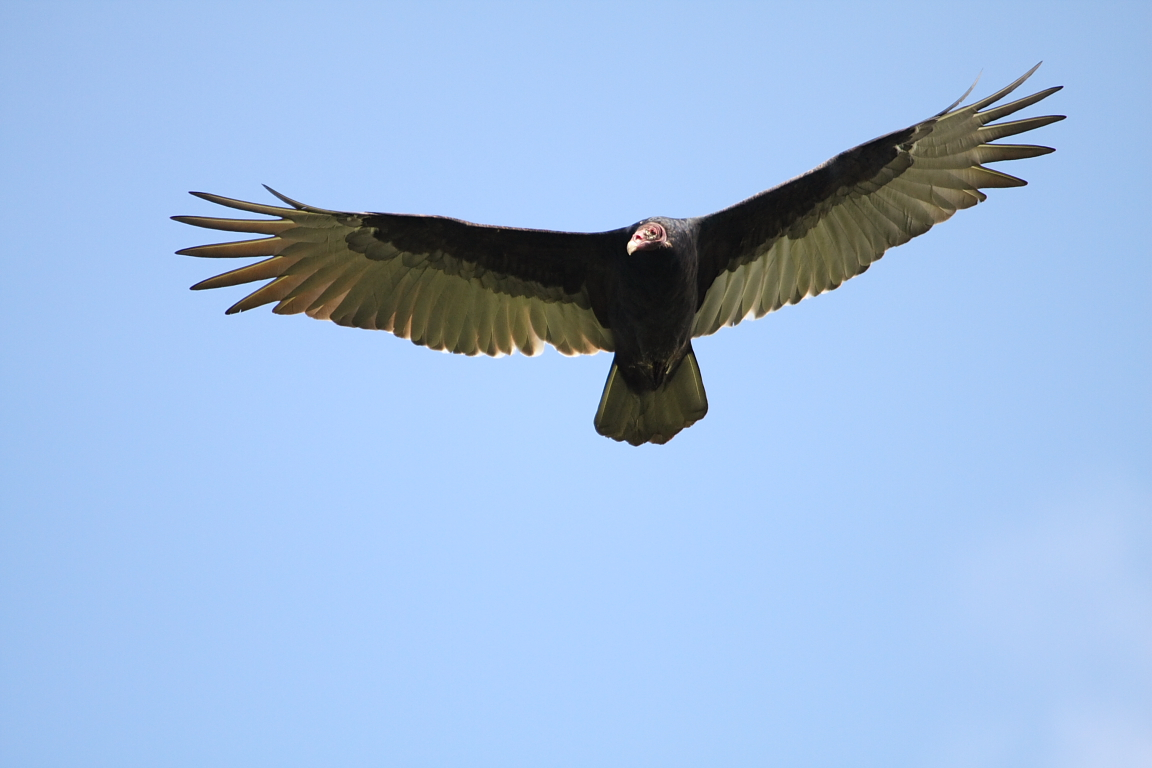
Urubu à tête rouge (C. aura) en vol.
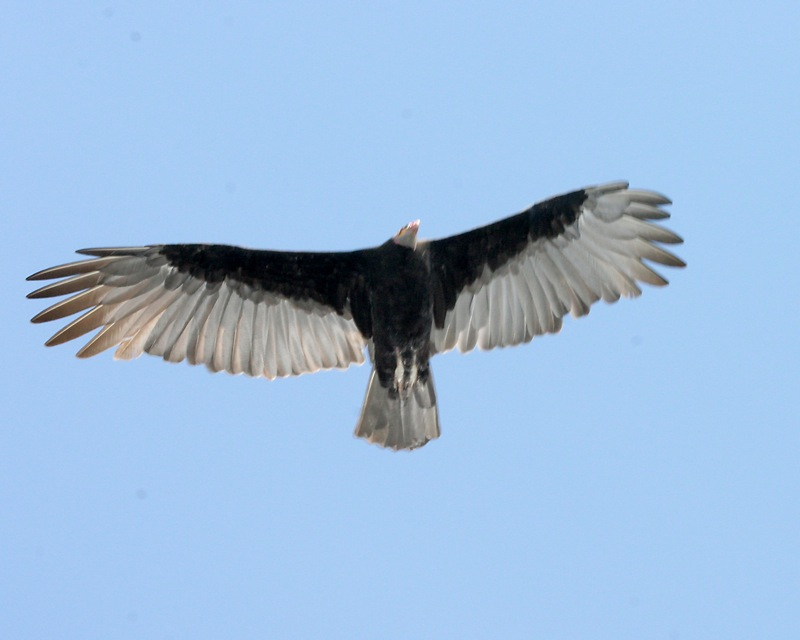
Urubu à tête jaune (C. burrovianus) en vol.
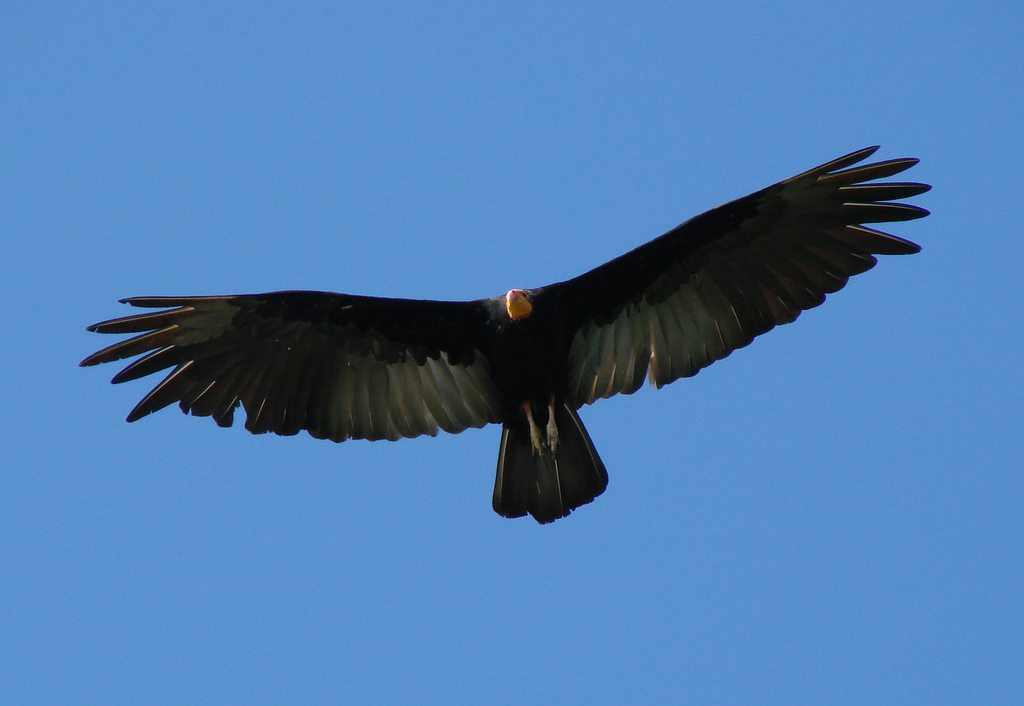
Grand Urubu (C. melambrotus) en vol.

## Écologie et comportement

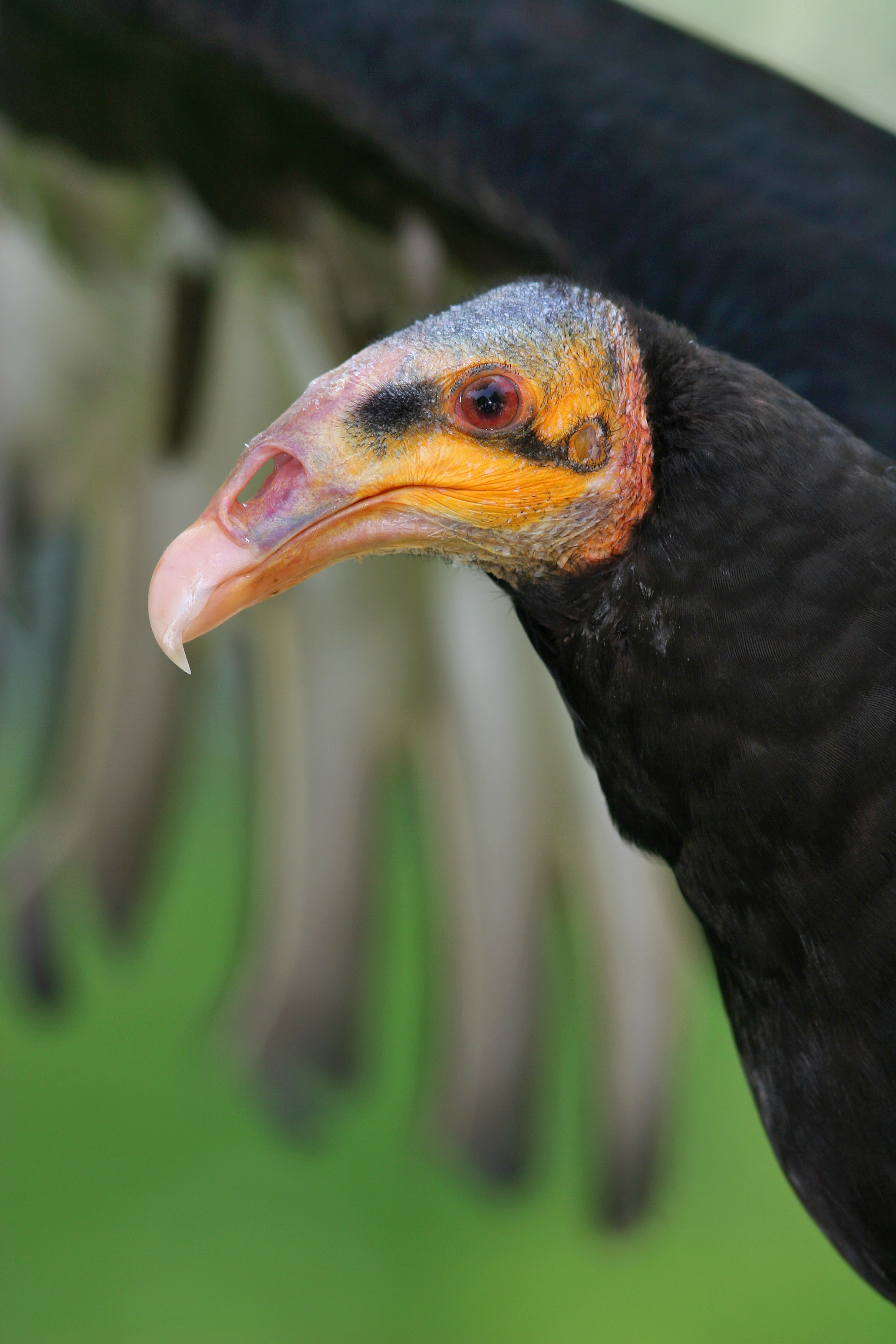
Urubu à tête jaune.

Les oiseaux du genre Cathartes volent avec leurs ailes maintenues légèrement au-dessus de l'horizontale, formant un dièdre positif. Ils emploient le vol à voile statique, en utilisant les courants thermiques ascendants pour maintenir leur altitude sans avoir besoin de battre des ailes. Les trois espèces pratiquent l'urohidrose, et défèquent sur leurs pattes afin de les refroidir par évaporation. Ce comportement se retrouve chez les vautours du Nouveau Monde et chez les cigognes.

### Alimentation
Les membres du genre Cathartes se nourrissent principalement de charognes et notamment d'animaux écrasés par les véhicules. Ils s'aident de leur vue perçante pour repérer les charognes, mais utilisent aussi leur odorat, une capacité qui est rarement développée chez les espèces aviaires. Les charognes sont localisées grâce à l'odeur du mercaptan éthylique, un gaz produit par la décomposition des animaux morts. La zone du cerveau associée à l'odorat est particulièrement développée comparativement aux autres espèces. Cette caractéristique des vautours du Nouveau Monde a même été utilisée par l'Homme : les ingénieurs à la recherche de fuites injectent du mercaptan éthylique dans les pipelines, puis suivent les vautours. L'Urubu à tête rouge agrémente son régime alimentaire de lapins et de jeunes oiseaux (hérons, ibis par exemple), des insectes et d'autres invertébrés, mais tue rarement ses proies. L'Urubu à tête jaune (C. burrovianus) est connu comme un excellent oiseau de proie dans les milieux humides.
Le Sarcoramphe roi (Sarcoramphus papa) ne possède pas les habiletés olfactives de l'Urubu à tête jaune et suit ce dernier jusqu'aux charognes. Le gros rapace déchiquette la peau que le petit n'aurait pu déchirer, et ce dernier peut alors se nourrir. Il s'agit d'un exemple de symbiose entre espèces. L'Urubu à tête jaune est généralement chassé des carcasses par l'Urubu à tête rouge (C. aura) et le Sarcoramphe roi, tous deux plus gros que lui.

### Reproduction

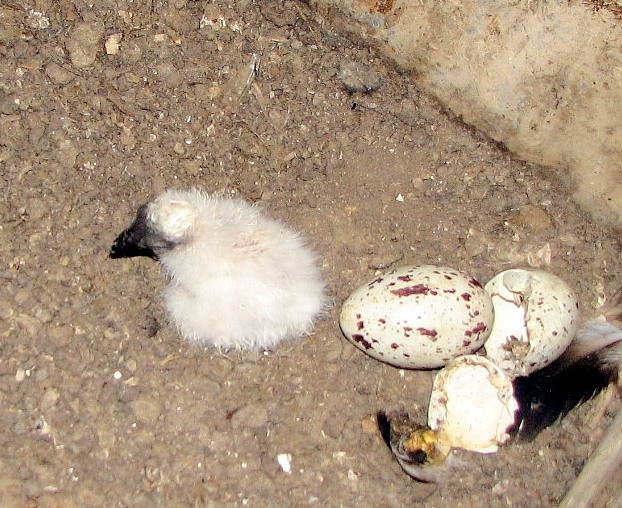
Oisillon d'Urubu à tête rouge et œufs au nid.

Les trois espèces du genre ne construisent pas de nids, mais pondent à même le sol, sur les falaises, sur le sol des grottes, ou dans le creux d'une souche. Les œufs sont de couleur crème avec des taches sombres, en particulier autour de la plus grande extrémité. La ponte compte généralement deux œufs. Chez l'Urubu à tête rouge, les adultes peuvent se sauver, régurgiter sur les intrus ou feindre la mort en cas de menace sur leur couvée. Si les jeunes sont menacés au nid, ils se défendront en sifflant et en régurgitant. Les poussins sont nidicoles, aveugles, nus et relativement immobiles après l'éclosion, et leurs plumes poussent plus tard. Les parents nourrissent leurs petits en régurgitant de la nourriture prédigérée dans leur bec, où les poussins viennent puiser. Les jeunes quittent le nid au bout de deux à trois mois.

## Répartition et habitat

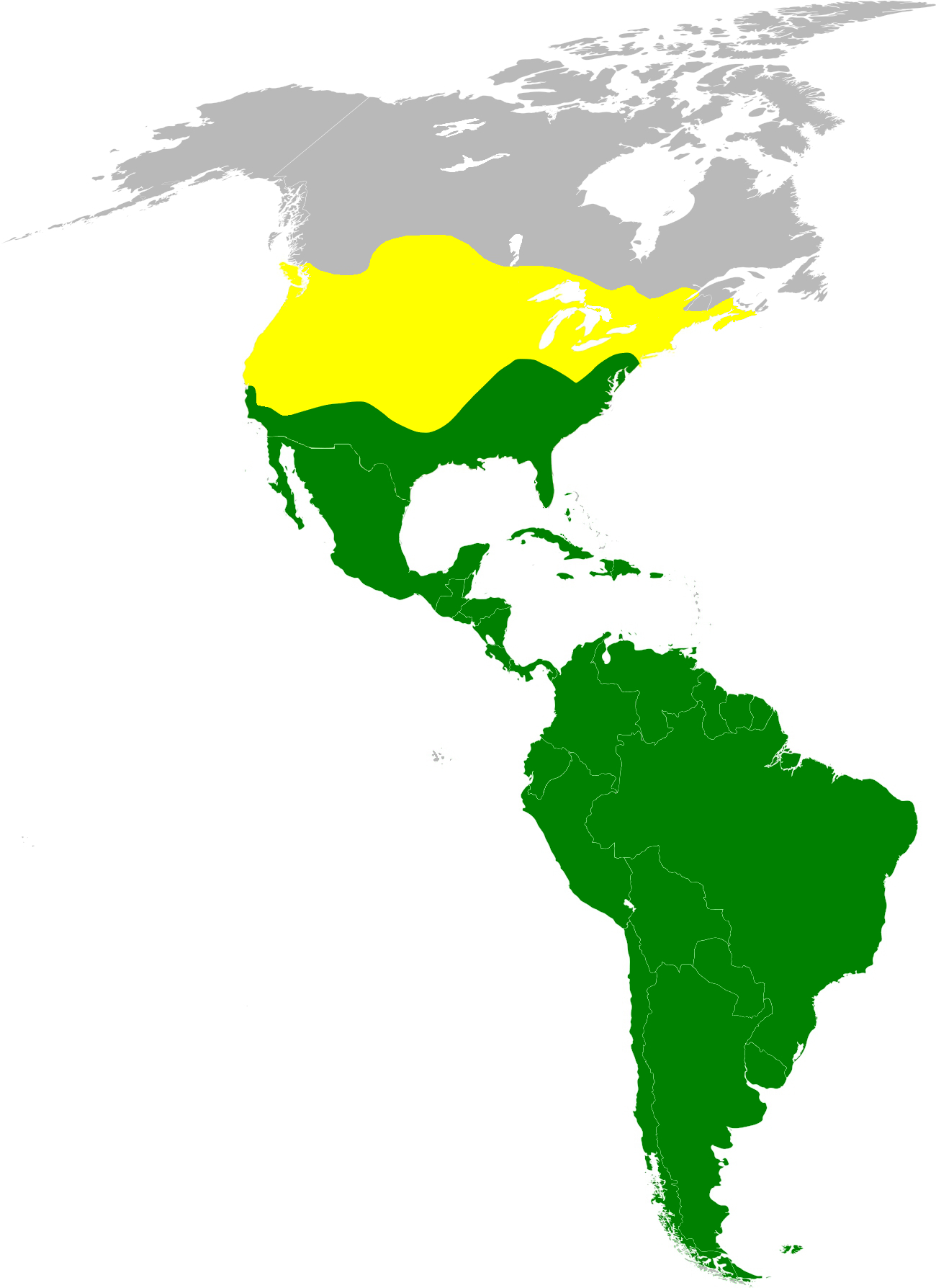
Distribution du genre Cathartes.
Territoire occupé par une à trois espèces.
Territoire occupé en été par l'Urubu à tête rouge.

L'Urubu à tête rouge a la plus vaste aire de répartition des trois espèces, et se trouve aussi bien en Amérique du Nord, depuis le sud du Canada, jusqu'à l'extrémité méridionale de l'Amérique du Sud, notamment en Terre de Feu. Les deux autres espèces peuplent l'Amérique latine : l'Urubu à tête jaune vit depuis le centre du Mexique à travers toute l'Amérique centrale, jusqu'en Amérique du Sud, ne dépassant pas, vers le sud, le nord de l'Argentine ; le Grand Urubu vit quant à lui dans le bassin amazonien, le centre de la Bolivie marquant le sud de son aire de distribution.

## Taxinomie
Le nom générique Cathartes est décrit en 1811 par le zoologiste allemand Johann Karl Wilhelm Illiger. Le nom Cathartes est la forme latine du grec καθαρτης (kathartēs), signifiant « purificateur » et rappelle le rôle écologique de ces oiseaux. La position taxinomique exacte de ce genre au sein des vautours du Nouveau Monde demeure incertaine. Les vautours du Nouveau Monde et de l'Ancien Monde sont physiquement similaires et remplissent les mêmes niches écologiques. Cependant, ils ont évolué à partir de différents ancêtres et de différents endroits du globe. Les différences entre les deux groupes de vautours est présentement débattue, certains auteurs suggérant que le groupe du Nouveau Monde est proche parent des cigognes. Plus récemment, certains placent les deux groupes de vautours dans l'ordre des Falconiformes tandis que d'autres placent le groupe du Nouveau Monde dans son propre ordre, les Cathartiformes. Le South American Classification Committee a retiré les vautours du Nouveau Monde de l'ordre Ciconiiformes et les a plutôt catégorisés comme incertae sedis. Ce comité note cependant qu'une recatégorisation de Falconiformes à Cathartiformes est possible.
D'après la classification du Congrès ornithologique international, trois espèces sont reconnues.
Liste par ordre phylogénique avec les sous-espèces :
- Cathartes aura (Linnaeus, 1758) — Urubu à tête rouge ;
  - Cathartes aura meridionalis Swann, 1921 ;
  - Cathartes aura septentrionalis Wied-Neuwied, M, 1839 ;
  - Cathartes aura aura (Linnaeus, 1758) ;
  - Cathartes aura ruficollis Spix, 1824 ;
  - Cathartes aura jota (Molina, 1782) ;
  - Cathartes aura falklandicus (Sharpe, 1873) ;
- Cathartes burrovianus Cassin, 1845 — Urubu à tête jaune ;
  - Cathartes burrovianus burrovianus Cassin, 1845 ;
  - Cathartes burrovianus urubutinga Pelzeln, 1861 ;
- Cathartes melambrotus Wetmore, 1964 — Grand Urubu.

Une espèce fossile a également été décrite dans le genre :
- Cathartes fossilis Moreno & Mercerat, 1891 - taxon décrit par les paléontologues Francisco Moreno et Alcides Mercerat en 1891 d'après un membre fossile trouvé à Luján, au Brésil et datant du Pléistocène[26]. Florentino Ameghino propose en 1918 de le synonymiser avec Cathartes aura, dont il n'arrive pas à le distinguer[27].

## Menaces et conservation
Les trois espèces bénéficient d'aires de répartition vastes et d'effectifs importants ; elles sont donc toutes considérées comme de « préoccupation mineure » par l'Union internationale pour la conservation de la nature,,.